# Mottalciata
Mottalciata (La Mòta dj'Alcià in piemontese) è un comune italiano di 1 285 abitanti della provincia di Biella in Piemonte.

## Storia

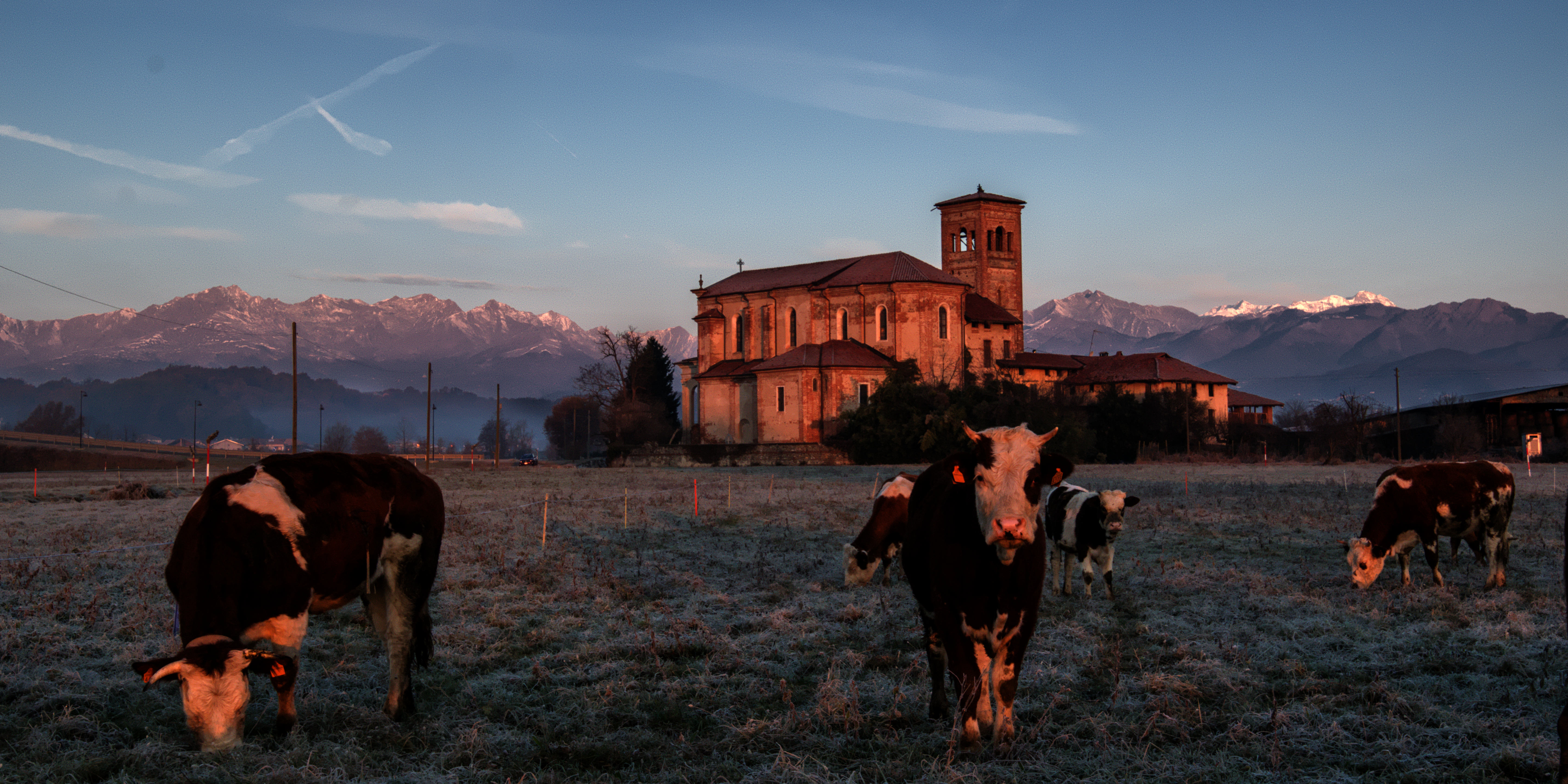
Parrocchiale di San Vincenzo

Il territorio di Mottalciata, presumibilmente sede di un villaggio pre-celtico, fu sicuramente abitato ai tempi dell'impero romano, come prova una piccola ara funeraria attribuibile al II secolo ed oggi conservata nel museo del territorio biellese.
Il 17 maggio 1944, presso il cimitero di San Vincenzo, i militi repubblichini della Legione Tagliamento fucilarono diciassette garibaldini. I partigiani, tutti appartenenti ai distaccamenti "Bandiera" e "Piave", erano stati catturati grazie ad una spia che la sera prima li aveva narcotizzati.

### Simboli

Il gonfalone

Lo stemma e il gonfalone sono stati concessi con DPR del 26 febbraio 1982.
Stemma
Riprende il blasone della famiglia vercellese degli Alciati (fasciato  d'azzurro e argento) che furono signori di Mottalciata.
Gonfalone
Bandiera
(Art. 4 c. 3 dello Statuto comunale)

## Monumenti e luoghi d'interesse
- Riserva naturale orientata delle Baragge
- Chiesa della Madonna del Carmine
- Chiesa di San Vincenzo, risalente al XII secolo e quasi del tutto rifatta nel Settecento. Il campanile invece è tuttora quello originario, risalente probabilmente al XII secolo e costruito in stile romanico.
- Chiesa di San Silvestro (sec. XVIII)[8]
- Castello-ricetto, collocato sull'altura al di sopra dell'attuale centro comunale e risalente al Trecento.

## Società

### Evoluzione demografica
Abitanti censiti

## Infrastrutture e trasporti
Tra il 1890 e il 1933 Mottalciata fu servita dalla tranvia Vercelli-Biella.

## Amministrazione

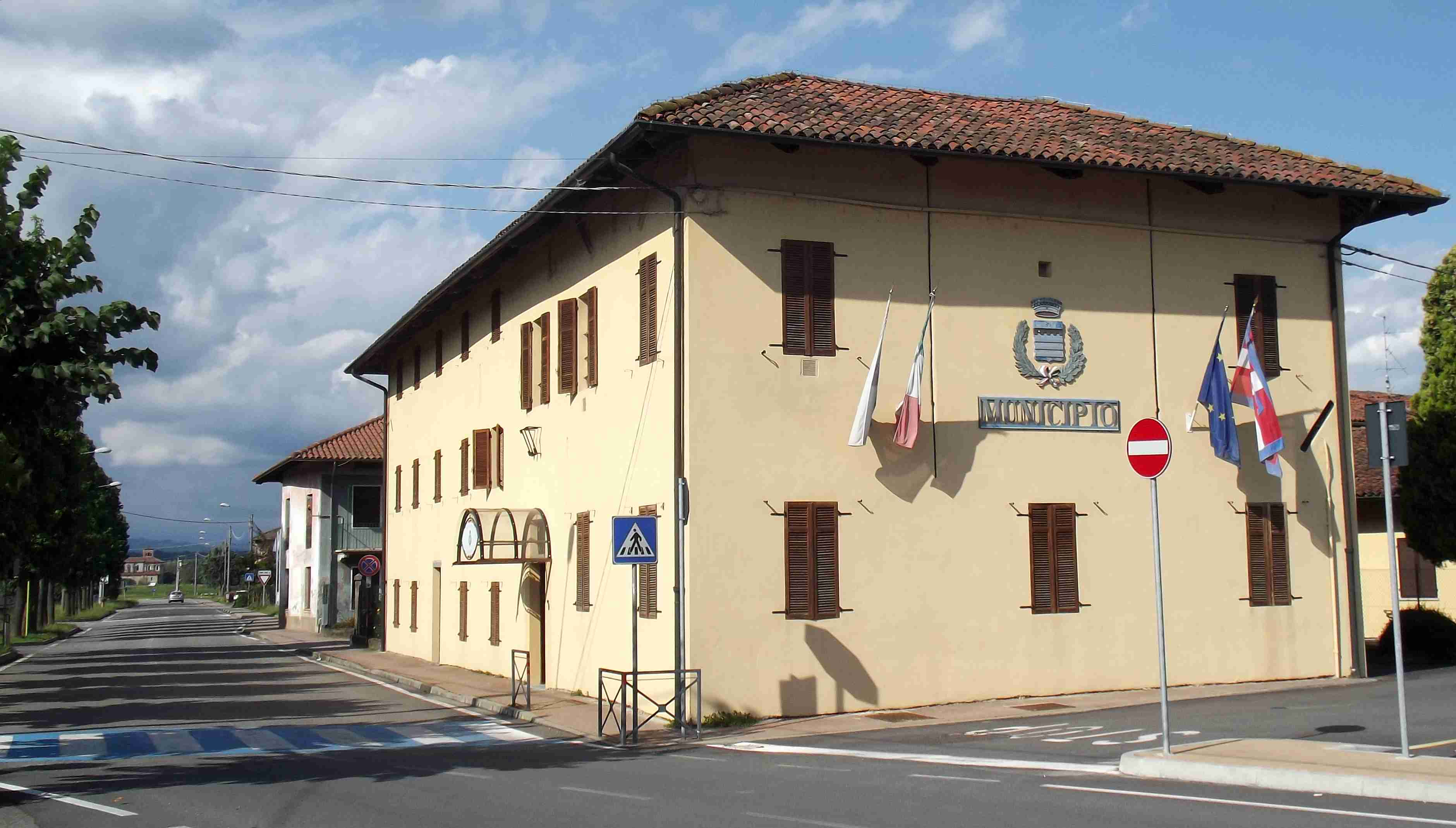
Il municipio

| Periodo | Periodo   | Primo cittadino          | Partito                              | Carica  | Note |
| ------- | --------- | ------------------------ | ------------------------------------ | ------- | ---- |
| 2004    | 2009      | Emanuela Cattaneo Perona | lista civica                         | Sindaco |      |
| 2009    | [[2024    | Roberto Vanzi            | lista civica Insieme per Mottalciata | Sindaco |      |
| 2024    | in carica | Teresa Ottino            | lista civica Insieme per Mottalciata | Sindaco |      |

### Altre informazioni amministrative
Il comune di Mottalciata ha fatto parte dell'unione di comuni "Colline e Rive del Cervo" che comprende i Comuni di Quaregna e Cerreto Castello.